# Arthroleptis krokosua
Arthroleptis krokosua är en groddjursart som beskrevs av Ernst, Agyei och Rödel 2008. Arthroleptis krokosua ingår i släktet Arthroleptis och familjen Arthroleptidae. IUCN kategoriserar arten globalt som starkt hotad. Inga underarter finns listade i Catalogue of Life.